# Leptosphaeria haematites
Leptosphaeria haematites är en svampart som först beskrevs av Roberge ex Desm., och fick sitt nu gällande namn av Niessl 1883. Leptosphaeria haematites ingår i släktet Leptosphaeria och familjen Leptosphaeriaceae.   Inga underarter finns listade i Catalogue of Life.